# Cicynethus
Cicynethus is een geslacht van spinnen uit de familie van de mierenjagers (Zodariidae).

## Soorten
- Cicynethus acanthopus Simon, 1910
- Cicynethus decoratus Lawrence, 1952
- Cicynethus floriumfontis Jocqué, 1991
- Cicynethus peringueyi (Simon, 1893)
- Cicynethus subtropicalis Lawrence, 1952